# Llista de monuments d'Esplugues de Llobregat
Llista de monuments inclosos en l'Inventari del Patrimoni Arquitectònic Català per al municipi d'Esplugues de Llobregat (Baix Llobregat). Inclou els inscrits en el Registre de Béns Culturals d'Interès Nacional (BCIN) amb la classificació de monuments històrics i els Béns Culturals d'Interès Local (BCIL) de caràcter arquitectònic.
| Monument                                                                 | Protecció   | Estil/època                                               | Localització                                                                                             | Coordenades                                            | Codi?         | Imatge |
| ------------------------------------------------------------------------ | ----------- | --------------------------------------------------------- | --- | ------------------------------------------------------ | ------------- | --- |
| Torre o Castell de Picalquers, Torre dels Lleons                         | BCIN 826-MH | Obra popular XII, XVIII-XIX                               | Esplugues de Llobregat Pl. Doña Carolina, 1                                                              | 41° 23′ 00″ N, 2° 05′ 30″ E / 41.383388°N,2.091565°E   | RI-51-0005471 | Torre de Picalquers (Esplugues de Llobregat) · Vegeu més fotos d'aquest monument · Carregueu una nova foto d'aquest monument                            |
| Sant Pere Màrtir, Puig d'Ossa                                            | BCIN 827-MH | Obra popular XVII                                         | Esplugues de Llobregat Puig d'Ossa                                                                       | 41° 23′ 42″ N, 2° 05′ 56″ E / 41.394942°N,2.098998°E   | RI-51-0005472 | Fort de Sant Pere Màrtir (Esplugues de Llobregat) · Vegeu més fotos d'aquest monument · Carregueu una nova foto d'aquest monument                       |
| Claustre del Convent de Santa Maria de Montsió                           | BCIL 1979   | Gòtic XIV, XIX Final, XX Mitjan                           | Esplugues de Llobregat C. de l'Església, 64-82                                                           | 41° 22′ 46″ N, 2° 05′ 15″ E / 41.379550°N,2.087526°E   | IPA-18714     | Claustre del Convent de Santa Maria de Montsió (Esplugues de Llobregat) · Vegeu més fotos d'aquest monument · Carregueu una nova foto d'aquest monument |
| Cementiri Vell d'Esplugues de Llobregat: capella                         | BCIL 1985   | Eclecticisme XIX                                          | Esplugues de Llobregat Camí Cementiri Vell, la Mallola                                                   | 41° 22′ 45″ N, 2° 05′ 02″ E / 41.379179°N,2.084001°E   | IPA-18860     | Carregueu una nova foto d'aquest monument |
| Can Fàbregas, Ca l'Hospital, Can Sentmenat                               | BCIL 1979   | Barroc, obra popular XV, XX                               | Esplugues de Llobregat C. Sometents, 13-15                                                               | 41° 22′ 47″ N, 2° 05′ 30″ E / 41.379805°N,2.091546°E   | IPA-18865     | Can Fàbregas (Esplugues de Llobregat) · Vegeu més fotos d'aquest monument · Carregueu una nova foto d'aquest monument                                   |
| Casa Alonso, Casa Valls                                                  |             | Racionalisme XX Mitjan                                    | Esplugues de Llobregat Av. Jacint Esteve, 36                                                             | 41° 23′ 03″ N, 2° 05′ 29″ E / 41.384154°N,2.091466°E   | IPA-18880     | Casa Alonso (Esplugues de Llobregat) · Vegeu més fotos d'aquest monument · Carregueu una nova foto d'aquest monument                                    |
| Casa Moratiel, Casa M.M.I.                                               | BCIL 1979   | Racionalisme Josep Maria Sostres XX (1956-58)             | Esplugues de Llobregat Apel·les Mestres, 19                                                              | 41° 22′ 57″ N, 2° 05′ 33″ E / 41.382611°N,2.092568°E   | IPA-18881     | Casa Moratiel (Esplugues de Llobregat) · Vegeu més fotos d'aquest monument · Carregueu una nova foto d'aquest monument                                  |
| Casa Iranzo                                                              | BCIL 1979   | Racionalisme Josep Maria Sostres XX (1955-56)             | Esplugues de Llobregat C. Apel·les Mestres, 8-10                                                         | 41° 23′ 01″ N, 2° 05′ 35″ E / 41.383474°N,2.093°E      | IPA-18882     | Casa Iranzo (Esplugues de Llobregat) · Vegeu més fotos d'aquest monument · Carregueu una nova foto d'aquest monument                                    |
| Fàbrica Montesa                                                          |             | Darreres tendències XX (1963)                             | Esplugues de Llobregat C. Verge de la Paloma (enderrocada)                                               | 41° 22′ 01″ N, 2° 05′ 03″ E / 41.366977°N,2.084052°E   | IPA-18883     | Fàbrica Montesa (Esplugues de Llobregat) · Vegeu més fotos d'aquest monument · Carregueu una nova foto d'aquest monument                                |
| Carrer de l'Església                                                     | BCIL 1979   | Obra popular                                              | Esplugues de Llobregat C. de l'Església                                                                  | 41° 22′ 47″ N, 2° 05′ 18″ E / 41.379767°N,2.088328°E   | IPA-18884     | Carrer de l'Església (Esplugues de Llobregat) · Vegeu més fotos d'aquest monument · Carregueu una nova foto d'aquest monument                           |
| Carrer de Montserrat                                                     | BCIL 1979   | Obra popular                                              | Esplugues de Llobregat C. de Montserrat                                                                  | 41° 22′ 43″ N, 2° 05′ 22″ E / 41.378660°N,2.089532°E   | IPA-18885     | Carrer de Montserrat (Esplugues de Llobregat) · Vegeu més fotos d'aquest monument · Carregueu una nova foto d'aquest monument                           |
| Plaça del Pare Miquel                                                    | BCIL 1979   | Obra popular                                              | Esplugues de Llobregat Pl. del Pare Miquel                                                               | 41° 22′ 47″ N, 2° 05′ 20″ E / 41.379785°N,2.088993°E   | IPA-18886     | Plaça del Pare Miquel (Esplugues de Llobregat) · Vegeu més fotos d'aquest monument · Carregueu una nova foto d'aquest monument                          |
| Estatges unifamiliars aïllats                                            | BCIL 1979   | Racionalisme Federico Correa i Alfons Milà XX (1958-1967) | Esplugues de Llobregat Finca les Torres del Comte de Montseny                                            | 41° 22′ 43″ N, 2° 05′ 31″ E / 41.378725°N,2.092072°E   | IPA-18887     | Vegeu més fotos d'aquest monument · Carregueu una nova foto d'aquest monument                                                                           |
| Can Cargol                                                               | BCIL 1979   | Obra popular XVII, XX                                     | Esplugues de Llobregat C. Montserrat, 64-66                                                              | 41° 22′ 46″ N, 2° 05′ 21″ E / 41.379505°N,2.089251°E   | IPA-18888     | Can Cargol (Esplugues de Llobregat) · Vegeu més fotos d'aquest monument · Carregueu una nova foto d'aquest monument                                     |
| Can Bialet, Can Bialó, Can Pere Cargol                                   | BCIL 1979   | Obra popular XVI, XVII                                    | Esplugues de Llobregat C. de Montserrat, 62                                                              | 41° 22′ 46″ N, 2° 05′ 22″ E / 41.379435°N,2.089564°E   | IPA-18889     | Can Bialet (Esplugues de Llobregat) · Vegeu més fotos d'aquest monument · Carregueu una nova foto d'aquest monument                                     |
| Can Clota                                                                | BCIL 1985   | Obra popular XIV, XVIII                                   | Esplugues de Llobregat C. Laureà Miró                                                                    | 41° 22′ 35″ N, 2° 05′ 40″ E / 41.37635°N,2.094317°E    | IPA-18890     | Can Clota (Esplugues de Llobregat) · Vegeu més fotos d'aquest monument · Carregueu una nova foto d'aquest monument                                      |
| Can Cervera                                                              | BCIL 1979   | Obra popular XVIII                                        | Esplugues de Llobregat C. Anselm Clavé, Can Cervera                                                      | 41° 22′ 07″ N, 2° 05′ 41″ E / 41.368745°N,2.094827°E   | IPA-18891     | Can Cervera (Esplugues de Llobregat) · Vegeu més fotos d'aquest monument · Carregueu una nova foto d'aquest monument                                    |
| Molí de Can Fàbregas                                                     | BCIL 1979   | Obra popular XIX, XX                                      | Esplugues de Llobregat C. Creu del raval                                                                 | 41° 22′ 49″ N, 2° 05′ 25″ E / 41.380389°N,2.090326°E   | IPA-18893     | Molí de Can Fàbregas (Esplugues de Llobregat) · Vegeu més fotos d'aquest monument · Carregueu una nova foto d'aquest monument                           |
| Castell dels Tres Dragons, Torre del Senyor Domingo                      | BCIL 2007   | Modernisme XIX                                            | Esplugues de Llobregat C. Bruc, 78                                                                       | 41° 22′ 06″ N, 2° 05′ 11″ E / 41.368231°N,2.086401°E   | IPA-18894     | Castell dels Tres Dragons (Esplugues de Llobregat) · Vegeu més fotos d'aquest monument · Carregueu una nova foto d'aquest monument                      |
| Casal de cultura Robert Brillas                                          | BCIL 1979   | Eclecticisme XIX, XX                                      | Esplugues de Llobregat C. Àngel Guimerà, 32-46                                                           | 41° 22′ 39″ N, 2° 05′ 06″ E / 41.37739°N,2.08490°E     | IPA-18895     | Casal de cultura Robert Brillas (Esplugues de Llobregat) · Vegeu més fotos d'aquest monument · Carregueu una nova foto d'aquest monument                |
| Finca les Torres del Comte de Montseny                                   | BCIL 1979   | XIX                                                       | Esplugues de Llobregat C. Sometents, 18 - av. Països Catalans, 23                                        | 41° 22′ 42″ N, 2° 05′ 28″ E / 41.378274°N,2.091106°E   | IPA-18896     | Finca les Torres del Comte de Montseny (Esplugues de Llobregat) · Vegeu més fotos d'aquest monument · Carregueu una nova foto d'aquest monument         |
| Can Juncosa, Villa Dolores                                               | BCIL 1979   | Eclecticisme XIX (1888), XX (1910)                        | Esplugues de Llobregat C. Sometents, 28                                                                  | 41° 22′ 43″ N, 2° 05′ 27″ E / 41.378524°N,2.090912°E   | IPA-18897     | Can Juncosa (Esplugues de Llobregat) · Vegeu més fotos d'aquest monument · Carregueu una nova foto d'aquest monument                                    |
| Can Tintorer                                                             | BCIL 1979   | Noucentisme XX Inici                                      | Esplugues de Llobregat C. de l'Església, 36-54                                                           | 41° 22′ 44″ N, 2° 05′ 13″ E / 41.378841°N,2.086844°E   | IPA-18898     | Can Tintorer (Esplugues de Llobregat) · Vegeu més fotos d'aquest monument · Carregueu una nova foto d'aquest monument                                   |
| Can Parrot                                                               | BCIL 1979   | Noucentisme XX                                            | Esplugues de Llobregat Av. de la Miranda, 3                                                              | 41° 22′ 59″ N, 2° 05′ 10″ E / 41.382999°N,2.086057°E   | IPA-18899     | Can Parrot (Esplugues de Llobregat) · Vegeu més fotos d'aquest monument · Carregueu una nova foto d'aquest monument                                     |
| Casa Juliachs                                                            | BCIL 2007   | Noucentisme XX                                            | Esplugues de Llobregat Casal de Sant Jordi, 18, Finestrelles                                             | 41° 23′ 00″ N, 2° 06′ 00″ E / 41.38332°N,2.099897°E    | IPA-18900     | Casa Juliachs (Esplugues de Llobregat) · Vegeu més fotos d'aquest monument · Carregueu una nova foto d'aquest monument                                  |
| Escola municipal Vicenta Vives, ara Escola Oficial d'Idiomes             | BCIL 2007   | Eclecticisme XX                                           | Esplugues de Llobregat C. Molí, 88                                                                       | 41° 22′ 34″ N, 2° 05′ 47″ E / 41.375997°N,2.096503°E   | IPA-18901     | Escola municipal Vicenta Vives (Esplugues de Llobregat) · Vegeu més fotos d'aquest monument · Carregueu una nova foto d'aquest monument                 |
| Parc de Can Vidalet                                                      | BCIL 1979   | Eclecticisme XX                                           | Esplugues de Llobregat                                                                                   | 41° 22′ 28″ N, 2° 05′ 48″ E / 41.374493°N,2.096758°E   | IPA-18902     | Templet al Parc de Can Vidalet (Esplugues de Llobregat) · Vegeu més fotos d'aquest monument · Carregueu una nova foto d'aquest monument                 |
| Església de Santa Magdalena                                              | BCIL 2007   | Eclecticisme XIX, XX                                      | Esplugues de Llobregat Pl. Pare Miquel                                                                   | 41° 22′ 47″ N, 2° 05′ 21″ E / 41.379749°N,2.089277°E   | IPA-18903     | Església de Santa Magdalena (Esplugues de Llobregat) · Vegeu més fotos d'aquest monument · Carregueu una nova foto d'aquest monument                    |
| Can Pi                                                                   | BCIL 1979   | Obra popular XIV, XVI                                     | Esplugues de Llobregat C. Creu, 2-16 - Pl. P. Miquel, 5                                                  | 41° 22′ 48″ N, 2° 05′ 21″ E / 41.379918°N,2.089162°E   | IPA-18904     | Can Pi (Esplugues de Llobregat) · Vegeu més fotos d'aquest monument · Carregueu una nova foto d'aquest monument                                         |
| Can Ramoneda                                                             | BCIL 1985   | Obra popular XIV, XVII                                    | Esplugues de Llobregat C. de l'Església, 99-103                                                          | 41° 22′ 48″ N, 2° 05′ 19″ E / 41.379864°N,2.088577°E   | IPA-18905     | Can Ramoneda (Esplugues de Llobregat) · Vegeu més fotos d'aquest monument · Carregueu una nova foto d'aquest monument                                   |
| Ca n'Oliveres (Esplugues de Llobregat), Cal Calbó                        | BCIL 1979   | Obra popular XVII, XVIII                                  | Esplugues de Llobregat C. Sant Mateu - C. Laureà Miró                                                    | 41° 22′ 38″ N, 2° 06′ 02″ E / 41.377270°N,2.100646°E   | IPA-18906     | Ca n'Oliveres (Esplugues de Llobregat) · Vegeu més fotos d'aquest monument · Carregueu una nova foto d'aquest monument                                  |
| Casa de la Vila, antic Hostal Picalquers                                 | BCIL 2007   | Obra popular XVIII, XX                                    | Esplugues de Llobregat Pl. Santa Magdalena                                                               | 41° 22′ 39″ N, 2° 05′ 19″ E / 41.377578°N,2.088544°E   | IPA-18907     | Casa de la Vila (Esplugues de Llobregat) · Vegeu més fotos d'aquest monument · Carregueu una nova foto d'aquest monument                                |
| Ca l'Estudiant, Can Serracanta, Ca n'Ensesa                              | BCIL 1979   | Obra popular XVIII                                        | Esplugues de Llobregat C. Rafael Amat, la Miranda                                                        | 41° 22′ 57″ N, 2° 05′ 14″ E / 41.382429°N,2.087109°E   | IPA-18908     | Ca l'Estudiant (Esplugues de Llobregat) · Vegeu més fotos d'aquest monument · Carregueu una nova foto d'aquest monument                                 |
| Can Casanovas, Mas Colomer, Torre Josep Pujol Colom                      |             | Modernisme XV, XX                                         | Esplugues de Llobregat C. de l'Església, 64-82                                                           | 41° 22′ 47″ N, 2° 05′ 17″ E / 41.379722°N,2.088056°E   | IPA-18909     | Can Casanovas (Esplugues de Llobregat) · Vegeu més fotos d'aquest monument · Carregueu una nova foto d'aquest monument                                  |
| Can Cortada                                                              | BCIL 1985   | Obra popular XV, XX                                       | Esplugues de Llobregat Pl. Pare Miquel, 1-3                                                              | 41° 22′ 49″ N, 2° 05′ 20″ E / 41.38019°N,2.088974°E    | IPA-18910     | Can Cortada (Esplugues de Llobregat) · Vegeu més fotos d'aquest monument · Carregueu una nova foto d'aquest monument                                    |
| El Suís, Can Rocabert                                                    | BCIL 1979   | Obra popular XVII, XX                                     | Esplugues de Llobregat C. Finestrelles, 32-38                                                            | 41° 23′ 08″ N, 2° 06′ 02″ E / 41.385643°N,2.100572°E   | IPA-18911     | El Suís (Esplugues de Llobregat) · Vegeu més fotos d'aquest monument · Carregueu una nova foto d'aquest monument                                        |
| Casa Massip, Casa Masip, Finca Sant Jordi                                | BCIL 2007   | Noucentisme XX                                            | Esplugues de Llobregat Casal de Sant Jordi, 20-26, Finestrelles                                          | 41° 22′ 59″ N, 2° 05′ 58″ E / 41.38304°N,2.099499°E    | IPA-18914     | Casa Massip (Esplugues de Llobregat) · Vegeu més fotos d'aquest monument · Carregueu una nova foto d'aquest monument                                    |
| Barriada Pi i Margall, conjunt del carrer Sant Llorenç                   | BCIL 1985   | Obra popular XX                                           | Esplugues de Llobregat C. Sant Llorenç                                                                   | 41° 22′ 41″ N, 2° 05′ 38″ E / 41.37794°N,2.093915°E    | IPA-18915     | Barriada Pi i Margall (Esplugues de Llobregat) · Vegeu més fotos d'aquest monument · Carregueu una nova foto d'aquest monument                          |
| Vil·la Pepita, Casa Pons                                                 | BCIL 2007   | Noucentisme XX                                            | Esplugues de Llobregat C. Sant Francesc Xavier. 3-5                                                      | 41° 22′ 28″ N, 2° 05′ 07″ E / 41.374486°N,2.085291°E   | IPA-18917     | Vil·la Pepita (Esplugues de Llobregat) · Vegeu més fotos d'aquest monument · Carregueu una nova foto d'aquest monument                                  |
| Vil·la Rosa, Casa Termes                                                 | BCIL 2007   | Modernisme XX                                             | Esplugues de Llobregat C. Sant Francesc Xavier, 7-11                                                     | 41° 22′ 29″ N, 2° 05′ 07″ E / 41.374776°N,2.085188°E   | IPA-18918     | Vil·la Rosa (Esplugues de Llobregat) · Vegeu més fotos d'aquest monument · Carregueu una nova foto d'aquest monument                                    |
| Escola Garbí - Edifici EGB                                               | BCIL 1979   | Darreres tendències XX (1968)                             | Esplugues de Llobregat C. Sant Mateu, 13-15                                                              | 41° 22′ 46″ N, 2° 05′ 48″ E / 41.379439°N,2.096635°E   | IPA-18920     | Vegeu més fotos d'aquest monument · Carregueu una nova foto d'aquest monument                                                                           |
| Escola Garbí - Edifici de BUP                                            | BCIL 1979   | Darreres tendències XX (1977)                             | Esplugues de Llobregat C. Sant Mateu, 13-15                                                              | 41° 22′ 47″ N, 2° 05′ 49″ E / 41.37972°N,2.09686°E     | IPA-18921     | Edifici de BUP de l'Escola Garbí (Esplugues de Llobregat) · Carregueu una nova foto d'aquest monument                                                   |
| Aqüeducte sobre el torrent d'en Farré                                    | BCIL 1979   | Obra popular XIX                                          | Esplugues de Llobregat Torrent d'en Farré, la Plana                                                      | 41° 22′ 07″ N, 2° 05′ 31″ E / 41.368647°N,2.091815°E   | IPA-18922     | Aqüeducte sobre el torrent d'en Farré (Esplugues de Llobregat) · Vegeu més fotos d'aquest monument · Carregueu una nova foto d'aquest monument          |
| Aqüeducte sobre el torrent de Can Clota                                  | BCIL 1979   | Obra popular XIX Final                                    | Esplugues de Llobregat Torrent de Can Clota                                                              | 41° 22′ 11″ N, 2° 05′ 43″ E / 41.369752°N,2.095259°E   | IPA-18923     | Aqüeducte sobre el torrent de Can Clota (Esplugues de Llobregat) · Vegeu més fotos d'aquest monument · Carregueu una nova foto d'aquest monument        |
| Creu de terme                                                            |             | Obra popular XX Mitjan                                    | Esplugues de Llobregat C. Apel·les Mestres s/n                                                           | 41° 22′ 56″ N, 2° 05′ 24″ E / 41.382169°N,2.090034°E   | IPA-30848     | Creu de terme (Esplugues de Llobregat) · Vegeu més fotos d'aquest monument · Carregueu una nova foto d'aquest monument                                  |
| Can Cadena                                                               | BCIL 2007   | XVIII                                                     | Esplugues de Llobregat C. Sant Llorenç                                                                   | 41° 22′ 40″ N, 2° 05′ 36″ E / 41.37767°N,2.09337°E     | IPA-33937     | Can Cadena (Esplugues de Llobregat) · Vegeu més fotos d'aquest monument · Carregueu una nova foto d'aquest monument                                     |
| Cases en fila al carrer Jacint Verdaguer 24-42                           | BCIL 2007   | Noucentisme XX                                            | Esplugues de Llobregat C. Jacint Verdaguer, 24-42                                                        | 41° 22′ 35″ N, 2° 05′ 09″ E / 41.3764°N,2.0857°E       | IPA-33938     | Carregueu una nova foto d'aquest monument |
| Edifici al carrer Santa Rosa 24: plafons de ceràmica                     | BCIL 2007   | XX                                                        | Esplugues de Llobregat C. Santa Rosa, 24                                                                 | 41° 23′ 05″ N, 2° 06′ 05″ E / 41.38485°N,2.10142°E     | IPA-33939     | Carregueu una nova foto d'aquest monument |
| Can Corberó, Can Junyent                                                 | BCIL 2007   | XIX                                                       | Esplugues de Llobregat C. Sometents, 13-15                                                               | 41° 22′ 42″ N, 2° 05′ 26″ E / 41.37834°N,2.09047°E     | IPA-33940     | Carregueu una nova foto d'aquest monument |
| Conjunt urbà al carrer Sometents                                         | BCIL 2007   | XIV                                                       | Esplugues de Llobregat C. Sometents                                                                      | 41° 22′ 44″ N, 2° 05′ 29″ E / 41.3790°N,2.0914°E       | IPA-33941     | Carregueu una nova foto d'aquest monument |
| Masia el Xiprer                                                          | BCIL 2007   | XX                                                        | Esplugues de Llobregat C. Juli Garreta, 8-12                                                             | 41° 22′ 25″ N, 2° 05′ 00″ E / 41.37355°N,2.08320°E     | IPA-33943     | Masia el Xiprer (Esplugues de Llobregat) · Modifica el valor a Wikidata · Carregueu una nova foto d'aquest monument                                     |
| Can Franco                                                               | BCIL 1979   | XIX                                                       | Esplugues de Llobregat Via Augusta                                                                       | 41° 22′ 55″ N, 2° 05′ 26″ E / 41.381835°N,2.090603°E   | IPA-33944     | Carregueu una nova foto d'aquest monument |
| Casa Juncadella, Casal del Cris                                          | BCIL 1985   | Noucentisme Enric Sagnier i Villavecchia XVIII, XX        | Esplugues de Llobregat C. de Manuel Florentín Pérez, 26                                                  | 41° 22′ 55″ N, 2° 05′ 40″ E / 41.382077°N,2.094477°E   | IPA-33946     | Casa Juncadella (Esplugues de Llobregat) · Vegeu més fotos d'aquest monument · Carregueu una nova foto d'aquest monument                                |
| Casa Llavinés                                                            | BCIL 2007   | Noucentisme XX                                            | Esplugues de Llobregat C. Montserrat, 15-19                                                              | 41° 22′ 41″ N, 2° 05′ 23″ E / 41.37813°N,2.08983°E     | IPA-33947     | Casa Llavinés (Esplugues de Llobregat) · Vegeu més fotos d'aquest monument · Carregueu una nova foto d'aquest monument                                  |
| Col·legi Matilde Orduña                                                  | BCIL 2007   | XX                                                        | Esplugues de Llobregat C. Laureà Miró                                                                    | 41° 22′ 35″ N, 2° 05′ 55″ E / 41.37641°N,2.09856°E     | IPA-33948     | Carregueu una nova foto d'aquest monument |
| Casa Palacios                                                            | BCIL 2007   | XIX                                                       | Esplugues de Llobregat Pl. de la Sardana, 1-3                                                            | 41° 22′ 21″ N, 2° 05′ 00″ E / 41.37252°N,2.08345°E     | IPA-33949     | Carregueu una nova foto d'aquest monument |
| Fàbrica Pujol i Bausis, la Rojoleta                                      | BCIL 2007   | Obra popular XIX-XX                                       | Esplugues de Llobregat Ptge. del Puig d'Óssa                                                             | 41° 22′ 42″ N, 2° 05′ 09″ E / 41.37843°N,2.08578°E     | IPA-33950     | Fàbrica de Pujol i Bausis (Esplugues de Llobregat) · Modifica el valor a Wikidata · Carregueu una nova foto d'aquest monument                           |
| Fàbrica Rocador                                                          | BCIL 1997   | XX                                                        | Esplugues de Llobregat C. Anselm Clavé, 100-102                                                          | 41° 22′ 19″ N, 2° 05′ 29″ E / 41.37194°N,2.09128°E     | IPA-33951     | Carregueu una nova foto d'aquest monument |
| Can Rosselló                                                             | BCIL 2007   | XX                                                        | Esplugues de Llobregat C. Montserrat, 42-44                                                              | 41° 22′ 44″ N, 2° 05′ 22″ E / 41.37883°N,2.08956°E     | IPA-33952     | Can Rosselló (Esplugues de Llobregat) · Vegeu més fotos d'aquest monument · Carregueu una nova foto d'aquest monument                                   |
| Jardins de la Societat General d'Aigües de Barcelona                     | BCIL 2007   | XIX                                                       | Esplugues de Llobregat C. Laureà Miró, 374                                                               |                                                        | IPA-33953     | Carregueu una nova foto d'aquest monument |
| Tres Molinos                                                             | BCIL 2007   |                                                           | Esplugues de Llobregat Av. Països Catalans                                                               | 41° 22′ 56″ N, 2° 05′ 59″ E / 41.38235°N,2.09986°E     | IPA-33954     | Tres Molinos (Esplugues de Llobregat) · Vegeu més fotos d'aquest monument · Carregueu una nova foto d'aquest monument                                   |
| Tanca de la finca del carrer Doctor Gimeno 12-14                         | BCIL 2007   | XIX                                                       | Esplugues de Llobregat C. Doctor Gimeno, 12-14                                                           | 41° 23′ 06″ N, 2° 05′ 09″ E / 41.38494°N,2.08591°E     | IPA-33955     | Carregueu una nova foto d'aquest monument |
| Habitatges unifamiliars i balcó gòtic                                    | BCIL 2007   | XVI                                                       | Esplugues de Llobregat C. Montserrat, 52                                                                 | 41° 22′ 45″ N, 2° 05′ 22″ E / 41.37905°N,2.08945°E     | IPA-33956     | Habitatges unifamiliars i balcó gòtic (Esplugues de Llobregat) · Carregueu una nova foto d'aquest monument                                              |
| Xemeneia sobre el Farré                                                  |             | Obra popular XIX-XX                                       | Esplugues de Llobregat Can Cervera                                                                       | 41° 22′ 12″ N, 2° 05′ 34″ E / 41.3699755°N,2.0927216°E | IPA-36263     | Xemeneia sobre el Farré (Esplugues de Llobregat) · Vegeu més fotos d'aquest monument · Carregueu una nova foto d'aquest monument                        |
| Pont d'en Clota                                                          |             | Obra popular XIX-XX                                       | Esplugues de Llobregat Sobre el torrent de la Clota                                                      | 41° 22′ 37″ N, 2° 05′ 41″ E / 41.376866°N,2.094675°E   | IPA-36879     | Pont d'en Clota (Esplugues de Llobregat) · Vegeu més fotos d'aquest monument · Carregueu una nova foto d'aquest monument                                |
| Parc de la Solidaritat                                                   |             | Darreres tendències                                       | Esplugues de Llobregat Av. Ciutat de l'Hospitalet                                                        | 41° 22′ 23″ N, 2° 05′ 38″ E / 41.3731°N,2.0940°E       | IPA-46307     | Parc de la Solidaritat (Esplugues de Llobregat) · Vegeu més fotos d'aquest monument · Carregueu una nova foto d'aquest monument                         |
| Reixa de la tanca American School of Barcelona                           | BCIL 2007   | Historicisme XX                                           | Esplugues de Llobregat C. Jaume Balmes, 7                                                                | 41° 23′ 03″ N, 2° 05′ 04″ E / 41.38405°N,2.08438°E     | IPA-46798     | Carregueu una nova foto d'aquest monument |
| Cases unifamiliars al carrer Marquès d'Espanya                           |             | Noucentisme XX                                            | Esplugues de Llobregat C. Marquès d'Espanya, 1-3 - c. Doctor Manuel Riera, 80                            | 41° 22′ 15″ N, 2° 05′ 13″ E / 41.37090°N,2.08682°E     | IPA-50740     | Carregueu una nova foto d'aquest monument |
| Cal Pouplana                                                             |             | Noucentisme XX                                            | Esplugues de Llobregat C. Josep Campreciós, 20                                                           | 41° 22′ 36″ N, 2° 05′ 10″ E / 41.37670°N,2.08606°E     | IPA-50741     | Cal Pouplana (Esplugues de Llobregat) · Modifica el valor a Wikidata · Carregueu una nova foto d'aquest monument                                        |
| Cal Quico                                                                |             | Noucentisme XX                                            | Esplugues de Llobregat C. Mossen Jacint Verdaguer, 43                                                    | 41° 22′ 36″ N, 2° 05′ 08″ E / 41.37663°N,2.08554°E     | IPA-50742     | Carregueu una nova foto d'aquest monument |
| L'Avenç                                                                  |             | Noucentisme XX                                            | Esplugues de Llobregat C. Àngel Guimerà, 27 - c. Josep Campreciós, 6 - c. Mossèn Jacint Verdaguer, 48-50 | 41° 22′ 37″ N, 2° 05′ 08″ E / 41.37707°N,2.08568°E     | IPA-50743     | L'Avenç (Esplugues de Llobregat) · Modifica el valor a Wikidata · Carregueu una nova foto d'aquest monument                                             |
| Casa Mateo Piquet Creus                                                  |             | Noucentisme XX                                            | Esplugues de Llobregat C. Laureà Miró, 335                                                               | 41° 22′ 41″ N, 2° 04′ 54″ E / 41.37801°N,2.08169°E     | IPA-50745     | Carregueu una nova foto d'aquest monument |
| Casa Lluís Giralt i Rovira                                               |             | Noucentisme XX                                            | Esplugues de Llobregat Pl. Santa Magdalena, 20                                                           | 41° 22′ 40″ N, 2° 05′ 16″ E / 41.37768°N,2.08767°E     | IPA-50751     | Casa Lluís Giralt i Rovira (Esplugues de Llobregat) · Modifica el valor a Wikidata · Carregueu una nova foto d'aquest monument                          |
| Torre Antoni Giralt i Rovira, Ca la Mercè Giralt                         |             | Noucentisme XX                                            | Esplugues de Llobregat Pl. Santa Magdalena, 1                                                            | 41° 22′ 39″ N, 2° 05′ 20″ E / 41.37758°N,2.08888°E     | IPA-50772     | Torre Antoni Giralt i Rovira (Esplugues de Llobregat) · Modifica el valor a Wikidata · Carregueu una nova foto d'aquest monument                        |
| Torre Guillem Rosselló                                                   |             | Noucentisme XX                                            | Esplugues de Llobregat C. Montserrat, 45-55                                                              | 41° 22′ 44″ N, 2° 05′ 22″ E / 41.37895°N,2.08938°E     | IPA-50773     | Carregueu una nova foto d'aquest monument |
| Torre Josefina Maynadé de Lorenzana, Casa Maynadé, la Llibreria Maçònica |             | Noucentisme XX                                            | Esplugues de Llobregat C. Gaspar Fàbregas, 1 - av. Isidre Martí                                          | 41° 22′ 32″ N, 2° 04′ 59″ E / 41.37558°N,2.08307°E     | IPA-50774     | Carregueu una nova foto d'aquest monument |